# Янышское озеро
Яны́шское о́зеро, также Янышский лиман; (укр. Янишське озеро, крымскотат. Yanış gölü, Яныш голю) — пересыхающее солёное озеро на юго-востоке Керченского полуострова, на территории Ленинского района Крыма. Озеро почти круглой формы, размеры — 0,5 на 0,5 километра, наибольшая глубина — до 1 м, отделено от Керченского пролива узкой песчаной пересыпью. Тип общей минерализации — солёное. Происхождение — лиманное. Группа гидрологического режима — бессточное. Расположено южнее села Набережное, с запада в озеро впадает балка Чинграл-Джилга.
Площадь поверхности — 0,2 км². Площадь водосборного бассейна — 6,8 км².
Озеро не подписано на самых подробных доступных картах, потому существуют разногласия в вариантах названия. По одним источникам озеро также называется Балчи-коль, Бальчи-коль, Голь, по другим — Джаниш-бель, а Балчи-коль расположено южнее. Озеро является местом проведения научно-исследовательских работ сотрудниками института (НИИ) морского рыбного хозяйства и океанографии ЮгНИРО.
В начале 1980-х годов на песчаной косе между озером Яныш и морем А. В. Куликовым вблизи научной базы АзЧерНИРО было найдено более ста пятидесяти античных монет и других античных предметов.